# Иди и гледај
Иди и гледај (рус. Иди и смотри; блр. Ідзі і глядзі) је совјетски антиратни филм из 1985. у режији Елема Климова са Алексејем Кравченком и Олгом Мироновом у главним улогама. Његов сценарио, који су написали Климов и Алес Адамович, заснован је на роману Хатин из 1971. и мемоарима из 1977. Ја сам из ватреног села (рус. Я из огненной деревни), чији је Адамович био коаутор. Климов је морао да се бори осам година против цензуре совјетских власти пре него што му је било дозвољено да сними филм у целости.
Радња филма се фокусира на немачку окупацију Белорусије и догађаје којима је сведочио млади тинејџер по имену Фљора, који се придружује белоруским партизанима, а након тога филм приказује нацистичке злочине и патњу нанесену становништву региона источне Европе. Филм меша хиперреализам са надреализмом који лежи у основи, и филозофски егзистенцијализам са поетским, психолошким, политичким и апокалиптичким темама.
Иди и гледај наишао је на опште позитивне критике по објављивању и добио је награду FIPRESCI на 14. Московском међународном филмском фестивалу. Од тада се сматра једним од најбољих филмова свих времена; у анкети часописа Sight & Sound из 2022. године, „Најбољих филмова свих времена”, заузео је 41. место.

## Заплет
Године 1943. Фљора и још један белоруски дечак ископавају напуштену пушку СВТ-40 из рова испуњеног песком да би се придружили совјетским партизанима. Они то чине у инат свом сеоском старешини, који их упозорава да би то изазвало сумњу код немачких окупатора. Активности дечака примећује извиђачки авион FW 189, који лети изнад њих.
Следећег дана у Фљорину кућу стижу партизани да га регрутују, противно мајчиној жељи. Фљора постаје милиционер ниског ранга који обавља ситне задатке. Када партизани крену даље, њихов командант Косач наређује Фљори да остане у логору. Горко разочаран, Фљора плачући одлази у шуму и среће Глашу, младу адолесценткињу која ради као болничарка за партизане, а њих двоје се везују пре него што немачки падобранци и обрушавајући бомбардери нападну логор.
Фљора је делимично оглувео од експлозија пре него што се он и Глаша сакрију у шуми. Њих двоје путују у његово село, само да би пронашли његов дом напуштен и прекривен мувама. Поричући да му је породица мртва, Фљора верује да се крију на оближњем острву преко мочваре. Пратећи Фљору, Глаша случајно окреће главу и тада угледа гомилу тела погубљених сељана поред куће, али се уздржава да упозори Фљору. Њих двоје постају хистерични након што су једва прегазили мочвару, а Глаша вришти на Фљору да је његова породица заправо мртва у селу, што је резултирало тиме да је он гурне у воду, а затим одмах покуша да је спасе. Рубеж, партизански борац, наилази на њих и води их код преживелих мештана, укључујући и тешко изгорелог сеоског старешину, који прича Фљори о смрти његове породице и говори му да није требало да ископа пушке. Фљора покушава да се убије из осећања кривице тако што зарони главу у мочвару, али Глаша и сељани га спасавају и теше.
Рубеж води Фљору и још двојицу мушкараца да пронађу храну у оближњем складишту, само да би открио да га чувају немачке трупе. Током повлачења, двојицу пратилаца убија нагазна мина. Рубеж и Фљора краду краву од колаборациониста, али немачки митраљез пуца на њих, убијајући Рубежа и краву. Фљора касније покушава да украде коња и кола, али га власник хвата и уместо да му науди, он помаже да се сакрије Фљорин идентитет када му се приближе СС трупе.
Човек одводи Фљору у село Переходи, где журно расправљају о његовом лажном идентитету, док СС командир, у пратњи сарадника из Руске ослободилачке армије и Шуцманшафт батаљона 118, опкољава и заузима село. Фљора покушава да упозори сељане док их терају у смрт, али је приморан да им се придружи у цркви. Фљори и младој жени је дозвољено да побегну из цркве, али њу хватају за косу и одвлаче у камион како би је групно силовали. Немачке снаге пуцају, пале и бацају експлозив у цркву. Немачки официр упери пиштољ у Фљорину главу да би се сликао, а затим га напушта када војници одлазе.
Фљора одлута из спаљеног села, откривајући да су партизани поставили заседу Немцима. Фљора враћа своју јакну и пушку, а придружује му се и девојка коју су СС војници одвукли, крвава и у стању фуге након групног силовања. Фљора се враћа у село, где су партизани заробили једанаест Немаца и њихових сарадника, укључујући команданта СС трупе. Командант и главни сарадник се залажу за своје животе и одбацују кривицу, али млади фанатични официр, оберштурмфирер, не извињава се и заклиње се да ће извршити своју геноцидну мисију. Косач тера свог сарадника да полије Немце бензином, али згрожена гомила их све стреља пре него што их запале.
Док партизани одлазе, Фљора примећује урамљени портрет Адолфа Хитлера у локви и пуца на њега више пута. Док то ради, монтажа клипова из Хитлеровог живота врти се у обрнутом смеру, али када је Хитлер приказан као беба у крилу његове мајке Кларе, Фљора престаје да пуца и плаче. На насловној карти пише „Уништено је 628 белоруских села, заједно са свим њиховим становницима”. Фљора жури да се придружи својим друговима.

## Улоге
- Алексеј Кравченко као Фљора/Флоријан Гајшун
- Олга Миронова као Глаша/Глафира
- Љубомирас Лауцевичијус као Косач (глас Валериј Кравченко)
- Владас Багдонас као Рубеж
- Татјана Шестакова као Фљорина мајка
- Јевгениј Тиличејев као Гежел, главни сарадник
- Викторс Лоренц као немачки командант Валтер Штајн
- Јури Лумист као фанатични немачки официр

## Продукција
Климов је написао сценарио са Алешом Адамовичем, који се као тинејџер борио са белоруским партизанима. Према сећањима редитеља, рад на филму почео је 1977. године:
Ближила се 40. годишњица Велике победе. Управи је требало дати нешто актуелно. Читао сам књигу „Ја сам из огњеног села“, која се састојала од прича из прве руке о људима који су неким чудом преживели страхоте фашистичког геноцида у Белорусији. Многи од њих су тада још били живи, а Белоруси су успели да забележе нека своја сећања на филм. Никада нећу заборавити лице и очи једног сељака и његово тихо сећање на то како му је цело село сатерано у цркву и како им је, непосредно пред спаљивање, један официр дао понуду: „Ко нема децу може да оде“. И није издржао, отишао је, а за собом оставио жену и малу децу... или о томе како је још једно село спаљено: одрасли су сви сатерани у шталу, а деца остављена. А касније су их пијани мушкарци опколили овчарским псима и пустили псе на децу.
А онда сам помислио: свет не зна за Хатин! Они знају за Катињ, за масакр тамошњих пољских официра. Али они не знају за Белорусију. Иако је тамо спаљено више од 600 села!
И одлучио сам да снимим филм о овој трагедији. Савршено сам разумео да ће филм завршити оштар. Одлучио сам да централну улогу сеоског момка Фљоре не игра професионални глумац, који је по удубљењу у тешку улогу могао да се психички заштити својим нагомиланим глумачким искуством, техником и вештином. Хтео сам да нађем једноставног дечака од четрнаест година. Морали смо да га припремимо за најтежа искуства, па да их снимимо на филм. А уједно смо морали да га заштитимо од стреса како не би по завршетку снимања био остављен у лудници, већ жив и здрав враћен мајци. На срећу, са Алексејем Кравченком, који је играо Фљору и који је касније постао добар глумац, све је прошло глатко.
Догађаји са људима, сељацима, заправо су се десили онако како је приказано у филму. [У њему] нема професионалних глумаца. Чак је и језик који се говори у филму белоруски. Оно што је било важно јесте да су се сви догађаји приказани у филму заиста догодили у Белорусији.

Схватио сам да ће ово бити веома бруталан филм и да је мало вероватно да ће људи моћи да га гледају. Рекао сам то свом коаутору сценарија, писцу Алешу Адамовичу. Али он је одговорио: „Онда нека не гледају. То је нешто што морамо оставити после нас. Као доказ рата и као молбу за мир."— Елем Климов
Осам година, снимање није могло да почне јер Државни комитет за кинематографију (Госкино) није прихватио сценарио, сматрајући га превише реалистичним, називајући га пропагандом „естетике прљавштине“ и „натурализма“. Поред тога, смрт Климове супруге Ларисе Шепитко 1979. године, такође филмског ствараоца, приморала га је да прво заврши посао који је она започела на свом следећем филму, Збогом, који ће коначно ће бити објављен 1983. Коначно, 1984. године, Климов је могао да почне да снима без икаквих компромиса и без икакве цензуре. Једина промена је промена назива самог филма, Иди и гледај од оригинала, Убиј Хитлера (Климов такође каже ово у издању DVD-а у Великој Британији из 2006.).
Филм је сниман хронолошким редом у периоду од девет месеци. Кравченко је рекао да је претрпео „највећи умор и глад. Држао сам најстрожу дијету, а по завршетку снимања вратио сам се у школу не само мршав, већ и седокос”. Супротно неким гласинама, Кравченкова коса није постала трајно седа. У ствари, за фарбање његове косе коришћена је специјална боја за мешање сребра, заједно са танким слојем стварног сребра. Због тога је било тешко да се врати у нормалу, па је Кравченко морао да живи са оваквом косом неко време након снимања филма.
Да би 14-годишњег Кравченка припремио за улогу, Климов је позвао хипнотизера са аутогеним тренингом. „[Кравченкова глума] је могла да има веома тужан крај. Могао је да заврши у лудници“, рекао је Климов. „Схватио сам да морам да му убризгам садржај који он није поседовао“, „Ово је доба када дечак не зна шта је права мржња, шта је права љубав“. „На крају, господин Кравченко је био у стању да се концентрише толико интензивно да је изгледало као да се хипнотисао за ту улогу.
Да се створи максимални осећај непосредности, реализам, хиперреализам и надреализам делују у једнакој мери, Климов и његов сниматељ Алексеј Родионов користили су натуралистичке боје, широки екран и много Steadycam снимака; филм је препун екстремних крупних планова лица, не трза се од непријатних детаља спаљеног меса и окрвављених лешева, а пушке су често биле напуњене бојевом муницијом, а не ћорцима. Кравченко је у интервјуима поменуо да су меци понекад пролазили само 10 центиметара изнад његове главе (као на пример у сцени са кравом). На сету је обезбеђена врло мала заштита. Када су ронилачке бомбе детониране, сниматељска екипа је имала само бетонску плочу високу 1,5 метара и широку 5 метара да их заштити. У исто време, мизансцен је фрагментаран и неповезан: постоје дисконтинуитети између снимака док се ликови појављују у крупном плану, а затим нестају ван камере. На другим местима, тренутак откровења обележен је дезоријентишућим снимком увећања/умањивања.

### Музика
Оригинална музика за филм је ритмички аморфна музика коју је компоновао Олег Јанченко. У неколико кључних тачака у филму користи се класична музика углавном немачких или аустријских композитора, као што је Плави Дунав Јохана Штрауса II. Совјетска маршевска песма "Свети рат"  и руска народна песма "Коробеиники" (Вадим Козин) пуштају се у филму једном. Током сцене у којој Глаша плеше, музика у позадини су неки фрагменти песме Мери Диксон из филма „Циркус“ Григорија Александрова из 1936. године. На крају, током фотографске монтаже, коришћена је музика Рихарда Вагнера, пре свега „Вожња Валкирија“ из Die Walküre.
На крају филма, партизани шетају шумом уз звуке Моцартове Лакримозе пре него што се камера нагне ка небу и појави се завршни наслов. Филмски критичар Роџер Иберт коментарисао је ову сцену:
Постоји занимљива сцена овде у шуми, сунчева светлост пада кроз лишће, када се звучна подлога, која је била суморна и жалосна, изненада избија на Моцарта. А шта ово значи? Фантазија, верујем, а не Фљорина реалност, која вероватно никада није чула такву музику. Моцарт се спушта у филм као deus ex machina, да нас подигне из очаја. Можемо то прихватити ако желимо, али то ништа не мења. То је као иронично исмевање.

### Значење наслова
Оригинални белоруски и руски наслов филма потиче из 6. поглавља Књиге Откровења, где је у првом, трећем, петом и седмом стиху написано „Ідзі і глядзі“ на белоруском (енглески: "Come and see", грчки: Ἔρχου καὶ ἴδε, Erchou kai ide и "Иди и смотри" на руском) као позив да погледамо уништење које су изазвала Четири коњаника Апокалипсе. Поглавље 6, строфе 7–8 су цитирани као посебно релевантни за филм:
И када је отворио четврти печат, чуо сам глас четврте звери како говори: Иди и гледај! И погледах, и гле коња бледог, а име му што је седео на њему беше Смрт, а пакао га прати. И даде им се власт над четвртим делом земље, да убијају мачем, и глађу, и смрћу, и зверима земаљским.

## Пријем

### Оригинал
Иди и гледај своју светску премијеру имао је у такмичарском програму на 14. Московском међународном филмском фестивалу 9. јула 1985. У биоскопима је пуштен 17. октобра 1985. године, привукао је 28,9 милиона гледалаца и био на шестом месту на благајнама 1986. године.

### Рестаурација
Године 2017. филм је добио званичну рестаурацију коју је надгледао Карен Шахназаров. Освојио је награду Венецијанске класике за најбољи рестаурирани филм, а поново је приказан у неколико европских независних биоскопа.

### Кућни медији
Године 2001. филм је објављен на DVD у Сједињеним Државама од стране Кино Лорбер. Филм је постао доступан на FilmStruck, стриминг сервису за колекцију Критерион од његовог отварања 1. новембра 2016. до затварања 29. новембра 2018, а од новембра 2019. на новом сервису Критерион канала. 18. децембра 2019. Janus Films објавио је трејлер за 2к-рестаурацију који је премијерно приказан на Филмском форуму у Њујорку 21. фебруара 2020.  са биоскопском представом, а затим је издање за домаће медије преко Критериона објављено 30. јуна 2020..

## Пријем, наслеђе и признања

### Зарада
Иди и гледај зарадио је 71.909 долара у Сједињеним Државама и Канади и 20,9 милиона долара на другим територијама, што је укупно скоро 21 милион долара широм света, плус скоро 1,3 милиона долара са продајом кућних видео снимака.

### Критички одговор

#### Савремене критике
Први пријем је био позитиван. Волтер Гудман је за The New York Times написао да је „Историја мучна, а презентација је графичка... Моћан материјал, моћно приказан...“, и одбацио је крај као „дозу тренутне инспиративности“, али је признао Климовљев „неоспоран таленат“. Рита Кемплеј, из The Washington Post, написала је да „режирајући са љутом елоквенцијом, [Климов] улази у тај халуцинантни доњи свет крви и блата и ескалирајуће лудило које је Франсис Форд Копола пронашао у Апокалипси данас. И иако црта изненађујуће живописну представу од његове неискусне тинејџерске улоге, Климовљево јунаштво је његова визуелна поезија, мишићава и анимистичка, попут оне сународника Андреја Кончаловског у његовом епу Siberiade." Марк Ле Фану је у Sight & Sound написао да је Иди и гледај „моћан ратни филм ... Редитељ је извукао одличну представу од свог главног глумца Кравченка“.
Према речима Климова, филм је био толико шокантан за публику да је хитна помоћ понекад била позивана да одвезу неке гледаоце који су били веома погођени филмом, како у Совјетском Савезу, тако и у иностранству. Током једне од дискусија после филма, један старији Немац је устао и рекао: „Био сам војник Вермахта, штавише, официр Вермахта. Пропутовао сам целу Пољску и Белорусију и коначно стигао до Украјине. Сведочићу: све што се каже у овом филму је истина. А мени је најстрашније и најсрамније то што ће овај филм видети моја деца и унуци”.

#### Ретроспективне процене
Филм је од тада надалеко познат у 21. веку. На агрегатору рецензија Rotten Tomatoes, филм има оцену одобравања од 90%, на основу 58 рецензија, са просечном оценом 8,6/10. Консензус критичара веб-сајта гласи: „Колико год филмови могли да буду делотворни против рата, Иди и гледај је мучна одисеја кроз најгоре за шта је човечанство способно, коју је бравурозно режирао Елем Климов."
Године 2001. Данит Стефенс из Entertainment Weekly је написао да „Климов наизменично мења ужасе рата са повременим сликама налик бајкама; заједно дају филм неописиво узнемирујућим квалитетом који остаје дуго након што се крене."
Године 2001, Ј. Хоберман из The Village Voice је рецензирао Иди и гледај, написавши следеће: „Режиран за барокни интензитет, Иди и гледај је снажан уметнички филм са аспирацијама ка визионарству – не толико графички, колико лежерно буквално настројен у свом представљање масовног убиства (Филм је упоређиван и са Шиндлеровом листом и са Спашавањем редова Рајана, и не би било изненађујуће сазнати да га је Стивен Спилберг видео пре него што је снимио било који од наведених). Централни злочин филма је варварски циркус који се састоји од трештања музике и лавежа паса у којима ескадрила пијаних немачких војника окупља и парадира сељаке до њихове пропасти... Делић стварног снимка лешева из логора смрти који Климов користи двоструко је узнемирујући јер ретроспективно умањује бригу са којом он оркестрира уништавање града. Углавном више воли да прикаже Горгону како се огледа у Персејевом штиту. Мало је слика које су неизбрисиве од призора окамењеног израза лица младог Алексеја Кравченка." У истој публикацији 2009. Елиот Штајн је описао Иди и гледај као „невероватну мешавину лирског поетизма и експресионистичке ноћне море."
Године 2002. Скот Тобајас из The A.V. Club је написао да су Климовљеви „утисци незаборавни: вриштава какофонија бомбардовања разбијена тихим звуком Моцартове фуге, мрачно, сушно поље изненада обасјано језиво лепим наранџастим бакљама, немачке трупе које се појављују као духови из тешке јутарње магле. Производ ере гласности, Иди и гледај, далеко је од патриотског споменика тешко извојеване победе Русије. Уместо тога, то је језив подсетник на страшне трошкове те победе." Британски часопис The Word је написао да се „Иди и гледај нашироко сматра најбољим ратним филмом икада снимљеним, мада вероватно не од стране обожавалаца Великог бекства." Тим Лот је 2009. написао да филм „чини да Апокалипса данас изгледа лагано“.
Године 2006, Џофри Макнаб из Sight & Sound написао је: „Климовљев задивљујући ратни филм комбинује интензиван лиризам са врстом насилног крвопролића због којег би чак и Сам Пекинпа застао“.
Роџер Иберт је 16. јуна 2010. објавио рецензију филма Иди и гледај као део своје серије „Сјајни филмови“, описујући га као „један од најразорнијих филмова о било чему, а у њему преживели морају да завиде мртвима. Филм приказује бруталност и повремено је веома реалистичан, али постоји преклапање пригушеног кошмарног претеривања... видеће како. То је неизрециво депресивно, јер историја никада не може да се поништи, и заувек је са нама."

### Наслеђе
Иди и гледај се појављује на многим листама филмова који се сматрају најбољима. У 2008. години, Иди и гледај је стављен на 60. место на листи „500 најбољих филмова свих времена” часописа Empire 2008. Такође је доспео на листу "50 филмова које треба да видите пре него што умрете на Channel 4 и био је рангиран на 24. месту у часопису Empire „100 најбољих филмова светске кинематографије" 2010. Фил де Семлијен из Empire-а описао је дело као "Елим Климов озбиљно утицајан, дубоко узнемирујући белоруски опус. Ниједан филм – ни Апокалипса данас, ни Бојеви метак – не говори о дехуманизовању јасније или жешће... Импресионистичко ремек-дело и вероватно најгори филм за романтичне састанке икада." Заузео је 154. међу критичарима и 30. међу редитељима у анкетама Sight & Sound за највеће филмове икада снимљене 2012. године, док је био на 104. међу критичарима и 41. међу редитељима у анкетама Sight & Sound  2022. године. Филм се генерално сматра једним од највећих антиратних филмова икада снимљених, и са историјски најтачнијим приказима злочина на Источном фронту.
Климов више није снимао филмове после Иди и гледај, што је навело неке критичаре да спекулишу зашто. Климов је 2001. рекао: „Изгубио сам интересовање за снимање филмова... Све што је било могуће, осећао сам да сам већ урадио“.

### Признања
Иди и гледај изабран је као совјетски филм за најбољи филм на страном језику на 58. додели Оскара, али није прихваћен као номинован.
| Награда                                       | Датум церемоније   | Категорије                                                | Прималац(и)  | Резултат | Извори                             |
| --------------------------------------------- | ------------------ | --------------------------------------------------------- | ------------ | -------- | ---------------------------------- |
| 14. Московски међународни филмски фестивал    | 12. јул 1985.      | Златна награда                                            | Елем Климов  | освојено | [ 67 ] [ 68 ] [ 69 ] [ 70 ] [ 71 ] |
| 14. Московски међународни филмски фестивал    | 12. јул 1985.      | FIPRESCI награда                                          | Елем Климов  | освојено | [ 72 ] [ 71 ] [ 67 ]               |
| 74. Венецијански међународни филмски фестивал | 9. септембар 2017. | Награда Венецијанске класике за најбољи рестаурирани филм | Иди и гледај | освојено | [ 73 ]                             |